# Kūdō
Kūdō (jap. 空道, früher Kakutō Karate (格闘空手); fälschlicherweise auch oft Daidōjuku oder ähnlich) ist eine japanische Mixed Martial Art (MMA, „Gemischte Kampfkunst“) und Budō-Sportart. Dabei handelt es sich um eine Gloved-Karate-Art (Vollkontakt-Karate mit Handschuhen), bei der im Wettkampf auch Wurf- und Bodentechniken, insbesondere Festhalte-, Hebel- und Würgetechniken zulässig sind.

## Charakteristika

### Einleitung
Kūdō ist eine gemischte Kampfkunst, die das Kämpfen in den Mittelpunkt stellt. Es ist das Ziel von Kūdō, dem realistischen, echten Kampf so nahe wie möglich zu kommen. Um dies zu erreichen, wird zum einen mit entsprechender Schutzkleidung im Vollkontakt gekämpft, und zum anderen verbietet das Reglement nur sehr wenige, ausgewählte Techniken und Handlungen. Die Techniken des Kūdō decken das gesamte Spektrum des Kampfes ab: das Kämpfen im Stehen, Wurftechniken, Grappling und Bodenkampf.

### Ursprünge und Merkmale

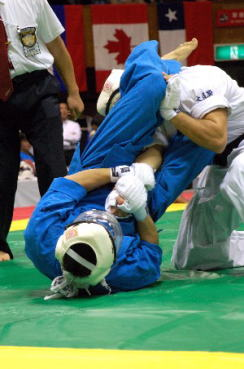
Grappling während eines Kūdō-Kampfes

Takashi Azuma, der Begründer von Kūdō (aktueller Rang: 9. Dan Kūdō, 8. Dan Kyokushin Budokai, 3. Dan Judo), hat zunächst in seiner Jugend Judo praktiziert, eine Kampfkunst, die ausschließlich das Grappling, also Wurftechniken und den Bodenkampf trainiert. Als junger Universitätsstudent kam er zum Kyokushin-Karate. Dies ist eine Abwandlung des Shōtōkan-Karate, welche im Kontrast zum Halbkontakt-Shōtōkan echten Vollkontakt-Kampf praktiziert.
Nach neun Jahren Training und zahlreichen Erfolgen im Kyokushin begründete Azuma 1981 eine eigene Kampfkunst, da er mit einigen Eigenschaften von Kyokushin unzufrieden war. Zum einen störte Azuma, dass beim Kyokushin keinerlei Schutzkleidung getragen wird, so dass das Reglement zum Beispiel Handtechniken zum Kopf verbietet, um schwerwiegende Kopfverletzungen zu vermeiden, obgleich Fußtechniken zum ungeschützten Kopf erlaubt sind. Zum anderen wird im Kyokushin fast ausschließlich der aufrechte Kampf praktiziert; Würfe, Hebel, Bodenkampf etc. kommen nicht oder nur wenig ausgeprägt vor. Azuma war der Meinung, dass diese Einschränkungen einem möglichst realistischen Kampf im Wege stehen und darüber hinaus körperlich kleinere Kämpfer gegenüber größeren Kämpfern benachteiligt sind.
Azumas eigene Entwicklung einer Kampfkunst war zunächst ein Hybrid aus Kyokushin-Karate und Judo. Das Kyokushin stellte die Basis dar, welches jedoch im Reglement stark verändert wurde. So wurde z. B. eine Schutzkleidung eingeführt, die das Erlauben von Handtechniken zum Kopf ermöglichte und auch vor Fußtechniken zum Kopf ausreichend Schutz bietet. Aus dem Judo wurden ausgewählte Techniken des Grapplings und des Bodenkampfes hinzugefügt. Später wurden gezielt weitere Kampfkünste und Kampfsportarten analysiert und ausgewählte Elemente davon der eigenen Kampfkunst hinzugefügt. Dies betraf in erster Linie Techniken des Muay Thai sowie des Ju-Jutsu.
Heute kann man folglich sagen, dass die neue Kampfkunst Azumas – heute Kūdō genannt – in erster Linie ein Hybrid aus Vollkontakt-Karate, Judo, Muay Thai und Ju-Jutsu ist, folglich das gesamte Spektrum eines echten Kampfes umfasst – aufrechter Kampf, Grappling und Bodenkampf – und aufgrund der geringen Einschränkungen des Reglements einem realistischen Kampf recht nahekommt.
Das Training des Kūdō besteht in erster Linie aus Kihon, allgemeinem Fitnesstraining und Kampf. Die Kata des Kyokushin wurden hingegen ersatzlos eliminiert.
Kennzeichnend dafür, dass das japanische Kyokushin-Karate und das japanische Judo die Ausgangsbasis bildeten, ist, dass Kūdō in seinem Selbstverständnis nicht lediglich eine Kampfsportart ist, sondern eine umfassende Kampfkunst, welche den Charakter und die Philosophie des Budō in sich trägt, was sich z. B. darin niederschlägt, dass sich Kūdō als Lebensweg begreift, welcher sowohl die physische, als auch die psychische Entwicklung betrachtet. Darüber hinaus wird traditionelle japanische Budō-Etikette (Reigi) gepflegt, z. B. gibt es bestimmte japanische Grußrituale, es wird im Training ein traditioneller Keikogi getragen, die Bezeichnungen für die Techniken sind auf Japanisch etc.

### Regeln
Das Reglement ist sehr tolerant und verbietet nur wenige, besonders gefährliche Techniken und Handlungen. Dazu zählen z. B. der Angriff auf den Hals und den Hinterkopf sowie den Kopf und die Gelenke eines am Boden befindlichen Gegners.

#### Ausrüstung und Kleiderordnung

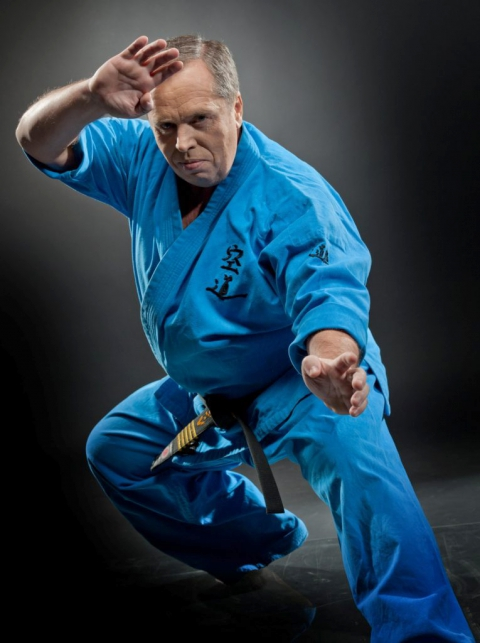
Der Russische Kūdōka Vladimir Zorin in einem blauen Kūdōgi und mit dem 5. Dan

Im Training und während Wettkämpfen wird ein Kūdō-Gi getragen, wahlweise in weiß oder blau. Die Besonderheit eines Kūdō-Gis im Vergleich beispielsweise zu einem Shōtōkan-Karate-Gi ist, dass die Ärmel des Oberteils zum einen kürzer geschnitten sind als beim Shōtōkan-Karate-Gi, und zum anderen aus einem Stück mit dem Rest des Oberteils geschnitten sind, während beim Shōtōkan-Karate-Gi die Ärmel als Einzelteile an das Oberteil genäht werden. Der Grund für diese aufwändigere Herstellungsweise ist, dass die Ärmel des Kūdō-Gis den höheren Zugkräften standhalten muss, die bei Wurftechniken, Grappling und Bodenkampf auftreten.

#### Wettkampfklassen
Im Wettkampf werden die Teilnehmer in Klassen unterteilt. Die Klassifizierung wird Physical Index Scale genannt, wobei der Physical Index die Summe aus Körpergröße (in Zentimetern) sowie Körpergewicht (in Kilogramm) ist. Darüber hinaus gibt es eine eigene Klasse für Frauen. Die Klassen sind:
1. unter 230
2. 230 bis unter 240
3. 240 bis unter 250
4. 250 bis unter 260
5. 260 bis unter 270
6. 270 oder höher
7. Damen

- Beispiel 1: Ein Mann wiegt 75 kg und hat eine Körpergröße von 180 cm. Er hat demnach einen Physical Index von 75+180 = 255 und gehört folglich zur Klasse 4 (250 bis unter 260)
- Beispiel 2: Eine Frau gehört unabhängig von ihrem Gewicht oder ihrer Körpergröße stets zur Klasse 7 (Damen)

#### Graduierungen und Gürtelfarben
Der Lernfortschritts eines Kūdō-Praktizierenden wird anhand der Farbe seines Gürtels gekennzeichnet, welche einen bestimmten Schüler-Grad (Kyū-Grad), bzw. Meister-Grad (Dan-Grad) symbolisiert. Ein Anfänger beginnt mit dem weißen Gürtel, der höchstmögliche Gürtel ist der 10. schwarze Gürtel (10. Dan).
Sobald ein Schüler die jeweils erforderliche Mindesttrainingszeit absolviert hat, kann er an Prüfungen zur Erlangung des nächsthöheren Gürtels teilnehmen. Bei den Prüfungen werden statische Einzeltechniken (Kihon Keiko), Einzeltechniken in der Bewegung (Ido Keiko), Wurftechniken (Nage Waza) sowie verschiedene Formen des Kampfes (Yakusoku Kumite, Sparring) geprüft. Des Weiteren kann ein Schüler aufgrund von entsprechenden Erfolgen bei offiziellen Wettkampf-Turnieren im Gürtelrang befördert werden.
Die nachfolgende Tabelle illustriert die Schüler-Grade und Gürtelfarben im Kūdō:
| Grad        | keiner        | 10. Kyū          | 9. Kyū           | 8. Kyū        | 7. Kyū        | 6. Kyū        | 5. Kyū        | 4. Kyū        | 3. Kyū        | 2. Kyū         | 1. Kyū         |
| ----------- | ------------- | ---------------- | ---------------- | ------------- | ------------- | ------------- | ------------- | ------------- | ------------- | -------------- | -------------- |
| Japanisch   | Mukyū         | Jūkyū            | Kukyū            | Hachikyū      | Nanakyū       | Rokkyū        | Gokyū         | Yonkyū        | Sankyū        | Nikyū          | Ikkyū          |
| Gürtelbild  | Weißer Gürtel | Violetter Gürtel | Violetter Gürtel | Blauer Gürtel | Blauer Gürtel | Gelber Gürtel | Gelber Gürtel | Grüner Gürtel | Grüner Gürtel | Brauner Gürtel | Brauner Gürtel |
| Gürtelfarbe | weiß          | lila             | lila             | blau          | blau          | gelb          | gelb          | grün          | grün          | braun          | braun          |

Die nachfolgende Tabelle illustriert die Meister-Grade im Kūdō:
| Grad        | 1. Dan           | 2. Dan                  | 3. Dan                  | 4. Dan                  | 5. Dan                  | 6. Dan                  | 7. Dan                  | 8. Dan                  | 9. Dan                  | 10. Dan                  |
| ----------- | ---------------- | ----------------------- | ----------------------- | ----------------------- | ----------------------- | ----------------------- | ----------------------- | ----------------------- | ----------------------- | ------------------------ |
| Japanisch   | Shodan           | Nidan                   | Sandan                  | Yondan                  | Godan                   | Rokudan                 | Nanadan                 | Hachidan                | Kyūdan                  | Jūdan                    |
| Gürtelbild  | Schwarzer Gürtel | Schwarzer Gürtel 2. Dan | Schwarzer Gürtel 3. Dan | Schwarzer Gürtel 4. Dan | Schwarzer Gürtel 5. Dan | Schwarzer Gürtel 6. Dan | Schwarzer Gürtel 7. Dan | Schwarzer Gürtel 8. Dan | Schwarzer Gürtel 9. Dan | Schwarzer Gürtel 10. Dan |
| Gürtelfarbe | schwarz          | schwarz a)              | schwarz b)              | schwarz c)              | schwarz d)              | schwarz e)              | schwarz f)              | schwarz g)              | schwarz h)              | schwarz i)               |

## Name der Stilart

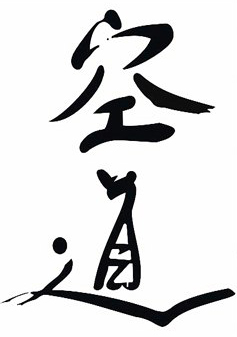
„Kūdō“, geschrieben mit japanischen Kanji

Der Name Kūdō setzt sich aus kū und dō zusammen, wobei Kū hier die Konzepte „Vergänglichkeit; gegenseitige Abhängigkeit; Unparteilichkeit“ umfasst und Dō „Weg, Pfad“ bedeutet. Sinngemäß lässt sich Kūdō mit „Aufgeschlossene Lebensweise“ übersetzen.
Bezüglich des Namens dieser Kampfkunst kommt es bislang gelegentlich zu Konfusionen und falschen Bezeichnungen: Kūdō wird nicht selten fälschlicherweise Daidojuku, bzw. Daido(-)Juku, Kūdō Daido(-)Juku usw. bzw. alternativ Daido(-)Juku Kūdō genannt. Diese Konfusion wird begünstigt durch die Tatsache, dass die Kampfkunst, ihr Honbu-Dōjō (Haupt-Dōjō einer Stilart) und ihr Dachverband jeweils unterschiedliche Namen tragen. Erschwerend kommt hinzu, dass sich im Rahmen der Entstehungsgeschichte der Name der Kampfkunst einmal und der Name des Dachverbands mehrmals geändert haben.
Um für die notwendige Klarheit zu sorgen, werden in der nachfolgenden Grafik die unterschiedlichen Namen im Zeitverlauf dargestellt (grobe Darstellungsweise in ganzen Jahren).

Die Grafik wird wie folgt erläutert: 1981 wurde das Dōjō „Karate-dō Daidōjuku“ (空手道大道塾, dt. etwa: „Weg des Karate, Privatschule des großen Wegs“) gegründet, welches in der Regel einfach „Daidōjuku“ (大道塾) genannt wird. In diesem Dōjō wurde eine selbst entwickelte, eigene Stilart gelehrt, die „Kakutō Karate“ (格闘空手, „Regelkampf-Karate“) genannt wurde; das Daidōjuku ist folglich das Honbu-Dōjō (Haupt-Dōjō) dieser neuen Stilart. Zeitgleich wurde im Daidōjuku ein internationaler Dachverband für diese Stilart gegründet, der Daidojuku World Headquarters (DWHQ). 1995 wurde der Name des Dachverbands in „Kakuto Karate International Federation Daidojuku (KKIF)“ geändert. 2001 wurden im Rahmen der 1. Weltmeisterschaft der Name der Stilart von Kakutō Karate zu Kūdō sowie der Name des Dachverbands von „Kakuto Karate International Federation Daidojuku (KKIF)“ zu „Kūdō International Federation (KIF)“ geändert. 2007 wurde der Name des Dachverbands zu „Organization for development of International Kūdō“ geändert, diese Änderung jedoch 2010 wieder rückgängig gemacht, so dass der heute gültige Name des Verbands wieder „Kūdō International Federation (KIF)“ lautet.

Logo der Kūdō International Federation (KIF)

## Geschichte

### Vorgeschichte

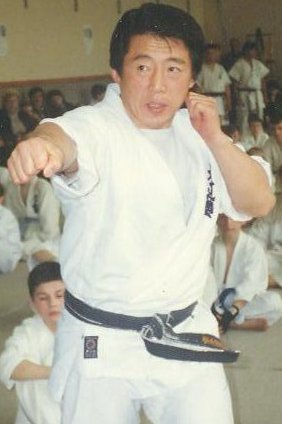
Der Shodai Sōke und Saikō Shihan des Kūdō: Takashi Azuma

Takashi Azuma (* 1949 in Kesennuma, Japan) kam 1965 im Alter von 16 Jahren zum ersten Mal mit Budo in Kontakt, als er dem Judo-Club seiner Schule in Kesennuma betrat. 1972, nach seiner Dienstzeit bei den Japanischen Streitkräften und im Alter von 22 Jahren, trat er dem Kyokushin Kaikan bei und trainierte fortan Kyokushin-Karate. Noch im selben Jahr gründete er eine Kyokushin-Abteilung an der Waseda-Universität.
In den folgenden Jahren von 1973 bis 1979 nahm Azuma an zahlreichen nationalen und internationalen Kyokushin-Turnieren teil, bei denen er wiederholt vordere Platzierungen erreichte. Seine besten Ergebnisse waren dabei der 1. Platz während der 9. Japanischen Kyokushin-Meisterschaft 1974 sowie der 4. Platz während der 2. Internationalen Kyokushin-Meisterschaft 1979.
Durch seine Teilnahme an den internationalen Kyokushin-Meisterschaften begriff Azuma, dass die bisherigen Regeln des Kyokushin-Karate, welche Handtechniken gegen den gegnerischen Kopf, Treffer in den Unterbauch sowie Wurftechniken verbieten, ihn im Kampf gegen die meist schwereren und größeren ausländischen Gegner benachteiligen. Infolge dieser Erkenntnis begann Azuma ab 1980, die für ihn ideale Budo-Stilart zu suchen.

### Gründung der Stilart und Entwicklung in den 1980er Jahren
1981 schließlich gründete Azuma in der Stadt Sendai ein eigenes Dōjō mit dem Namen Karate-dō Daidōjuku – kurz Daidōjuku. Dort lehrte er fortan seine eigene Stilart, welche er Kakutō Karate nannte. Diese unterschied sich von Kyokushin-Karate insbesondere durch einen helmartigen Kopf- und Gesichtsschutz namens „Super Safe Face Protector“ (später ersetzt durch den verbesserten „N.H.G. Ku“, dem „New Headgear Ku“), sowie ein gelockertes Regelwerk, welches nunmehr auch Handtechniken gegen den Kopf erlaubt, sowie Wurf- und Haltetechniken (später wurden auch Hebel und Würgegriffe hinzugefügt).
Zeitgleich gründete Azuma den internationalen Dachverband Daidojuku World Headquarters (DWHQ) für seine neue Stilart.'
Im Laufe der 80er Jahre begann in Japan der bis heute anhaltende, globale Boom der Gemischten Kampfkünste. Im Rahmen dieses Aufschwungs wurde Kakuto Karate in Japan zunehmend bekannt und verbreitete sich schnell. Es wurden mehrere Niederlassungen innerhalb Japans eröffnet und mehrere Bücher und Schulungsvideos über die Stilart publiziert. 1987 reiste Azuma nach Thailand, um Muay Thai (Thaiboxen) zu sehen. Daraufhin schickte Azuma 1988 seine Ausbilder und Niederlassungsleiter ebenfalls nach Thailand, um Muay Thai zu studieren, und er erweiterte seine Stilart um ausgewählte Techniken dieser Kampfkunst.

### Entwicklung seit den 1990er Jahren
1991 wurde die Schutzausrüstung um Handschuhe erweitert. 1992 veranstaltete das Daidojuku dōjō ein „Glove Karate“-Turnier namens „WARS-I“ ausgetragen (bis 2002 wurde dieses Turnier als „WARS-II“ bis „WARS-VI“ weitere fünf Mal im Daidojuku ausgetragen).
Gegen Mitte der Neunzigerjahre begann die Internationalisierung von Kūdō: 1993 wurden erste Auslandsseminare in Wladiwostok (Russland) und Chile veranstaltet, woraufhin in beiden Ländern die ersten Auslandsvertretungen gegründet wurden. 1994 eröffnen Auslandsvertretungen in Brasilien, Moskau (Russland) sowie Melbourne (Australien). Es folgten später weitere Auslandsvertretungen in Russland, USA, Iran, Sri Lanka, Australien, Pakistan, Portugal, Frankreich und Belgien sowie zahlreiche weitere Auslandsseminare in verschiedenen Ländern.
1995 wurde der Name des Verbands von Daidojuku World Headquarters (DWHQ) in Kakuto Karate International Federation Daidojuku (KKIF) geändert. Azuma erhielt im selben Jahr von Jon Bluming, dem Leiter des Kyokoshin-Karate, den 8. Dan verliehen.
1996 wurde im Daidojuku dōjō das dritte „Glove-Karate“-Turnier namens „WARS-III“ ausgetragen. Im Rahmen dieses Wettkampfes wurde die Regel „No Holds Barred“ eingeführt, was so viel bedeutet, dass es keinerlei Einschränkungen bezüglich Haltetechniken gibt, unabhängig von ihrer Gefährlichkeit. Bereits im darauf folgenden Jahr veranstaltete das Daidojuku dōjō „WARS-IV“, bei dem der Kampf um Bodentechniken erweitert wurde. Diese zu den jeweiligen WARS-Turnieren eingeführten Regeländerungen flossen in das Kakuto Karate ein und entwickelten es weiter in Richtung Gemischter Kampfkunst.
1997 wurden Seminare in Kalifornien veranstaltet. Während ihres Aufenthalts in Kalifornien erforschten die japanischen Gesandten die Bodenkampftechniken des Ju-Jitsu.
In den Zweitausenderjahren nahm die Internationalisierung weiter Fahrt auf: Es erfolgten weitere Gründungen von Vertretungen in einigen der bereits erschlossenen Länder sowie in den Ländern Indien, Lettland, Kasachstan, Belarus, Estland, Myanmar, Italien, Kolumbien, Vereinigtes Königreich, Griechenland, China, Kanada, Mongolei, Bulgarien, Serbien, Ungarn, Vereinigte Arabische Emirate, Marokko, Kuwait, Polen und Armenien. Ebenfalls wurden zahlreiche weitere Auslandsseminare veranstaltet (unter anderem 2003 und 2008 in Deutschland).
Aufgrund der nunmehr recht fortgeschrittenen internationalen Verbreitung der Stilart kam es in den Folgejahren zu mehreren internationalen Turnieren:
- 2001: 1. Weltmeisterschaft in Japan, mit 23 teilnehmenden Nationen. Im Rahmen dieser Weltmeisterschaft erfolgten die Umbenennungen von Kakuto Karate in Kūdō sowie des Dachverbands in „Kūdō International Federation (KIF)“ und die Anerkennung von Kūdō als offizielle, eigenständige Budo-Kampfsportart.[4]
- 2005: 2. Kūdō-Weltmeisterschaft in Tokio mit ca. 40 teilnehmenden Nationen
- 2007: 1. Kūdō-Europameisterschaft in Bulgarien
- 2008: 1. Kūdō-Asienmeisterschaft in der Mongolei und die 1. Kūdō-Mittlerer-Osten-und-Afrika-Meisterschaft in Abu Dhabi, Vereinigte Arabische Emirate
- 2009: 3. Kūdō-Weltmeisterschaft in Tokio mit ca. 50 teilnehmenden Nationen. Diese Veranstaltung wurde eines der größten Budo-Sport-Ereignisse des Landes.
- 2011: 1. Kūdō World Cup in Moskau mit ca. 30 teilnehmenden Nationen

### Heutige Bedeutung

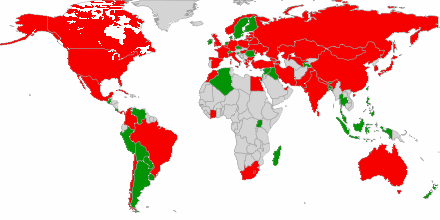
Mitgliedsländer (rot) und Mitgliedsanwärterländer (grün) der Kūdō International Federation (Stand: 31. Oktober 2011)

Heute (Stand September 2013) hat die Kūdō International Federation bereits über 100 Vertretungen in 64 Ländern und setzt ihre internationale Verbreitung kontinuierlich weiter fort. Derzeit wird Kūdō weltweit bereits von über 150.000 Menschen in über 50 Ländern praktiziert.
2013 wurde Kūdō als „Einladungs-Sportart“ zu den World Games 2013 in Cali, Kolumbien geladen, wobei 12 Demonstrations-Wettkämpfe vorgeführt wurden. Dies gilt als bedeutender Meilenstein auf dem Weg zu einer olympischen Anerkennung der Sportart durch das internationale Olympische Komitee.
Während der bislang drei ausgetragenen Weltmeisterschaften teilten sich die Siegerplätze vornehmlich japanische und russische Wettkämpfer.
In Deutschland wurde trotz der 2003 und 2008 in Deutschland stattfindenden Seminare bislang (Stand 2013) noch keine Auslandsvertretung gegründet, und folglich ist Kūdō in Deutschland bislang eher unbekannt und wenig verbreitet. In der Schweiz hingegen wurde im Rahmen eines Gründungsseminars im Mai 2013 der Schweizerische Kūdō Daido Juku Verband gegründet.